# Bethnal Green (stanice metra v Londýně)
Bethnal Green je stanice metra v Londýně, otevřená 4. prosince 1946. 5. července 2007 zde vykolejila souprava. Nikdo nebyl zraněn. Autobusové spojení zajišťují linky: 8, 106, 254, 309, 388, D3, D6, A9 a noční linky N8 a N253. Stanice se nachází v přepravní zóně 2 a leží na lince:
- Central Line mezi stanicemi Liverpool Street a Mile End.

| Rok  | Počet cestujících |
| ---- | ----------------- |
| 2011 | 15,09 mil         |
| 2012 | 15,06 mil         |
| 2013 | 15,27 mil         |
| 2014 | 16,08 mil         |